# Aeropuerto Internacional El Alto
Aeropuerto Internacional El Alto is de internationale luchthaven van La Paz in Bolivia en is gelegen in El Alto. Het vliegveld is de hoogstgelegen internationale luchthaven ter wereld. Vanaf de luchthaven kan worden gevlogen binnen Zuid-Amerika en het vliegveld is een hub voor TAMep en een basis voor Boliviana de Aviación.

## Geschiedenis
In 1929 werden plannen gemaakt voor de aanleg van een vliegveld voor La Paz. Pas op de 18 juni 1965 werd de luchthaven officieel geopend. In 1974 werd de luchthaven vernieuwd met een nieuwe terminal en werden andere faciliteiten uitgebreid en gemoderniseerd. Tot 1999, droeg de luchthaven de naam John F. Kennedy, deze naam werd echter nooit publiekelijk gebruikt. De naam veranderde in 1999 naar haar huidige naam.
In 2006 investeerde Servicios Aeroportuarios Bolivianos S.A. (SABSA) bijna 2,3 miljoen dollar in de herontwikkeling van de terminal. Het gebouw werd ruimer gemaakt en verder gemoderniseerd. Op 15 mei 2015 werd nog een nieuwe terminal ingehuldigd.

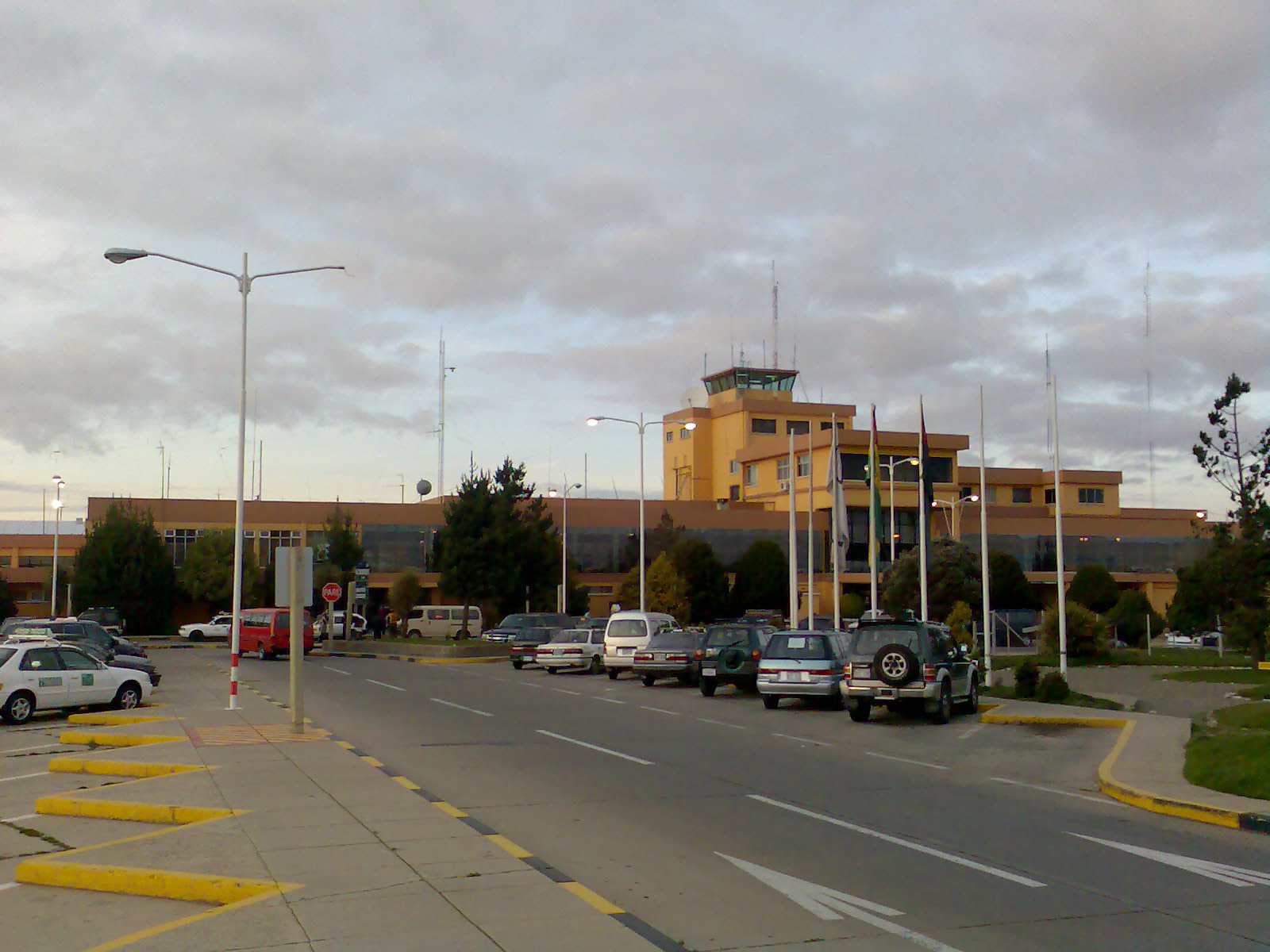
Het oude terminalgebouw

De luchthaven functioneert tevens als belangrijke luchthaven voor testvluchten op hoogte van nieuw ontwikkelde vliegtuigen. Onder andere de Airbus A400M in 2012, in 2014 de Airbus A350-900, in 2016 de Boeing 737 MAX 8 en in 2024 de Airbus A330-900neo.

## Luchtvaartmaatschappijen en bestemmingen

### Passagiers
Vanaf Aeropuerto Internacional El Alto kan worden gevlogen naar de volgende bestemmingen met de volgende luchtvaartmaatschappijen (juni 2025):
| Luchtvaartmaatschappij | Bestemmingen |
| ---------------------- | --- |
| Avianca                | Bogotá, Cusco                                                                                                   |
| Boliviana de Aviación  | Arica, Cobija, Cochabamba, Iquique, Lima, Rurrenabaque, Santa Cruz de la Sierra, Santiago, Sucre, Tarija, Uyuni |
| EcoJet                 | Cochabamba, Rurrenabaque, Santa Cruz de la Sierra, Uyuni                                                        |
| LATAM Airlines Chile   | Santiago Seizoensgebonden: Santa Cruz de la Sierra                                                              |
| LATAM Airlines Perú    | Lima |
| TAMep                  | Cobija, Cochabamba, Santa Cruz de la Sierra                                                                     |

### Vracht
Daarnaast heeft de luchthaven vrachtverbindingen met de volgende luchthavens:
| Luchtvaartmaatschappij        | Bestemmingen                               |
| ----------------------------- | ------------------------------------------ |
| Transportes Aéreos Bolivianos | Cochabamba, Miami, Santa Cruz de la Sierra |

## Incidenten en ongevallen
- Op 4 mei 1971 stortte een vrachtvlucht met een Douglas DC-3 van TAMep neer vlak na het opstijgen van de luchthaven.[12]
- Op 17 september 1972 stortte passagiersvlucht met een Douglas DC-3 van Aerolíneas Abaroa neer vlak na het opstijgen van de luchthaven.[13] Alle inzittenden overleefden de crash.
- Op 18 augustus 1974 botste een vliegtuig tegen een berg tijdens de nadering.[14] De zeven inzittenden van de Lockheed C-141 Starlifter kwamen om.
- Op 1 januari 1985 crashte een Boeing 727-225 van Eastern Airlines onderweg van Asunción naar een tussenstop op El Alto tegen de berg Illimani.[15] De 29 inzittenden van de vlucht overleefden de crash niet.[16]
- Op 9 maart 2006 stortte een Learjet 35 van de Argentijnse luchtmacht neer na het opstijgen van luchthaven El Alto.[17] Alle zes de inzittenden kwamen om.[18]
- Op 22 november 2018 gleed een Boeing 737-500 van Peruvian Airlines over de landingsbaan, nadat het landingsgestel was ingezakt.[19][20] Het vliegtuig raakte zwaarbeschadigd, maar niemand raakte gewond.[21]
- Op 26 maart 2024 kwam een Boeing 737-800 van Boliviana de Aviación tijdens het opstijgen in botsing met een aantal honden die op de startbaan liepen.[22] Het toestel raakte beschadigd en de passagiers moesten het vliegtuig op de startbaan verlaten.[23]